# Сіпко Микола Платонович
Микола Платонович Сіпко (7 травня 1891, м. Борзна, Чернігівська область — 6 вересня 1963, м. Маракайбо, Венесуела) — полковник Армії УНР.

## Життєпис
Походив з козацької родини м. Борзна Чернігівської губернії. Закінчив Чернігівське реальне училище (1909), Михайлівське артилерійське училище (1912), вийшов підпоручиком до 21-ї артилерійської бригади (Владикавказ), у складі якої брав участь у поході до Персії та Першій світовій війні. Останнє звання у російській армії — капітан.
З серпня 1918 — командир 2-ї батареї Сердюцького гарматного полку Гетьмана П. Скоропадського. За Гетьманату Павла Скоропадського був підвищений до звання військового старшини.
З грудня 1918 — командир 9-ї батареї Гарматної бригади Січових стрільців військ Директорії, створеної з колишніх сердюків. З січня 1919 р. — командир 10-ї батареї Січових стрільців Дієвої армії УНР.
З початку квітня 1919 — командир 51-го гарматного полку в Північній групі Дієвої армії УНР. З 2 червня 1919 — булавний старшина для доручень інспектора артилерії Волинської групи Дієвої армії УНР.
У грудні 1919 інтернований польською владою. З березня 1920 — командир батареї 6-ї Січової дивізії Армії УНР. З 15 листопада 1920 — командир 17-го гарматного куреня 6-ї Січової стрілецької дивізії Армії УНР.
З 1923 — на еміграції у Чехо-Словаччині. Закінчив Українську господарську академію у Подєбрадах (1929), працював інженером-гідротехніком у Празі. У 1938 вступив до Союзу Гетьманців-Державників (СГД). З березня 1944 був керівником СГД у Чехословаччині.
27 травня 1945 заарештований відділом СМЕРШ 53-ї радянської армії. 4 серпня 1945 вивезений до Києва, де переданий у розпорядження НКВС. Звинувачувався в участі у керівництві СГД. 21 лютого 1946 засуджений до 10 років виправно-трудових робіт. Термін відбував у таборі ДубровЛАГ (Мордовія).
У 1957 як чехословацький громадянин виїхав до Праги, звідти емігрував до своєї родини в Аргентині.
Похований у м. Маракайбо, Венесуела.